# حديقة كاهوزي بييغا الوطنية
حديقة كاهوزي بييغا الوطنية هي حديقة وطنية أُنشئت عام 1970 وتقع شرقي جمهورية الكونغو الديمقراطية في كل من مقاطعتي مانيما وكيفو-الجنوبية، تبعد 50 كم غرب بلدة بوكافو في منطقة كيفو بالقرب من الجانب الغربي لبحيرة كيفو والحدود الرواندية والمنطقة الشمالية لمقاطعة مانيما. تحتل الغابات الاستوائية مساحات شاسعة من الحديقة، كما أنها تضم بركانين اثين خامدين وهما بركان كاهوزي ((3.308 م) و بيغا ((2.790 م).
تُعتبر الحديقة إحدى الملاجئ الأخيرة لغوريلا الأراضي المنخفضة الشرقية النادرة. لم يبق سوى ما يُقدر ب 600 من الغوريلا قبل الصراعات التي ضربت هذا الجزء من أفريقيا منذ التسعينات. ومن المرجح أن الحرب الأخيرة التي شهدتها المنطقة قد ألحقت خسائر مروعة في أعدادها. أشارت تقديرات 2005 إلى أن عدد الغوريلا الجبلية أصبحت أقل من المائة. تم إدراج الحديقة ضمن مواقع التراث العالمي التابعة لليونسكو منذ 1980.

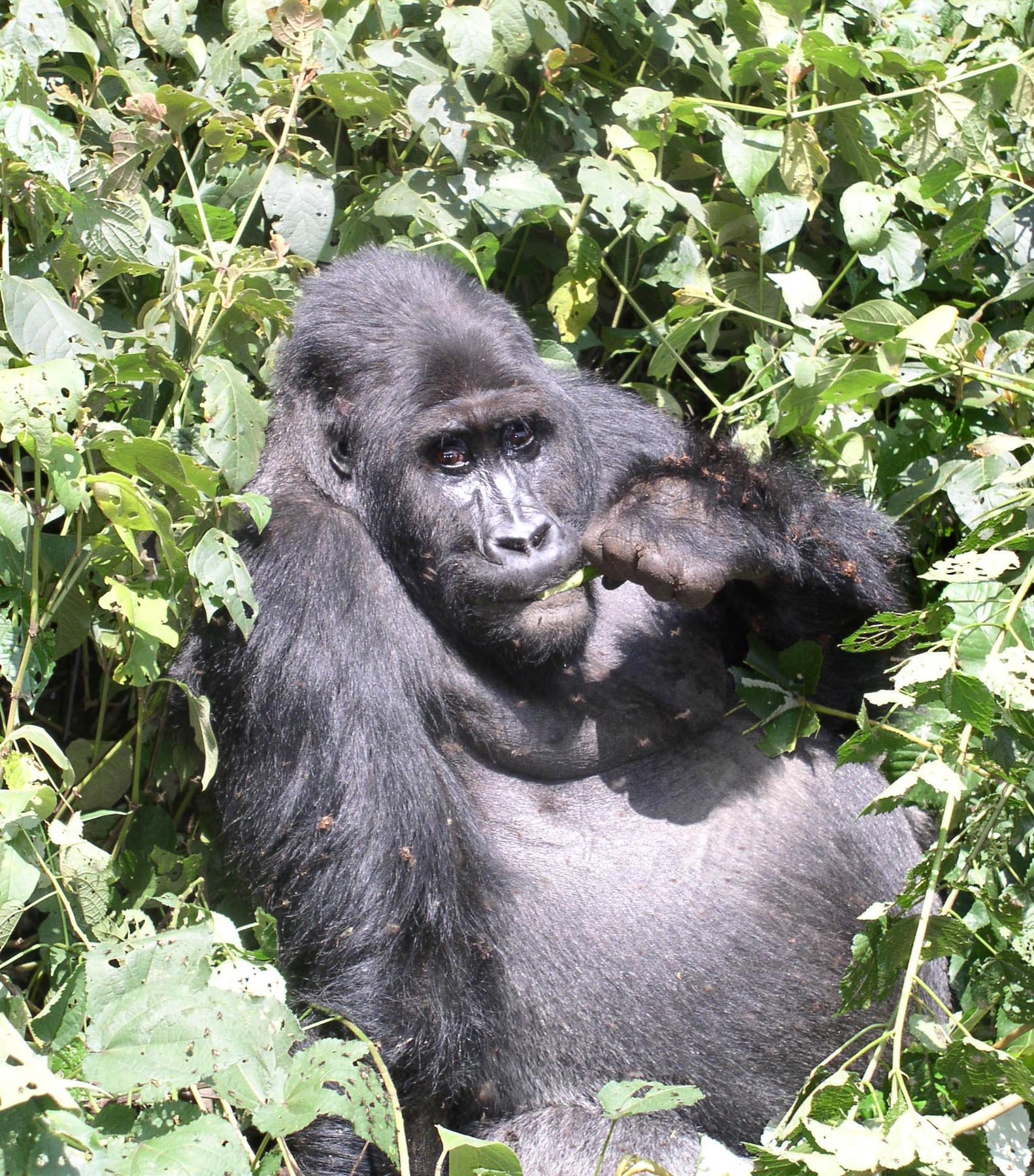
غوريلا الأراضي المنخفضة الشرقية

انتقل القتال الدائر في الكونغو ضمن حدود الحديقة مما تسبب في ارتفاع أعمال النهب وحرق الغابات والصيد غير المشروع للحيوانات وتم إدراج الحديقة بعد ذلك ضمن قائمة التراث العالمي المهدد بالخطر عام 1997. ويقطنها حاليا السكان اللاجئون والمنقبون عن الذهب والكولتان.
| المكان     | جمهورية الكونغو الديمقراطية - الموقع الجغرافي |
| الإحداثيات | 0 30′2°″ شرقا 0 45′28°″ جنوبا                 |
| المساحة    | 6000 كم²                                      |
| التأسيس    | 1970                                          |
| الإدارة    | المعهد الكونغولي للمحافظة على الطبيعة         |

## معرض صور

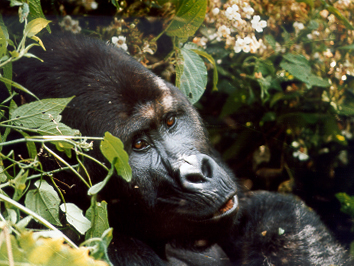
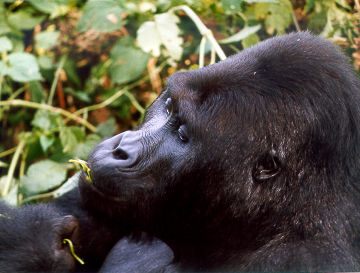
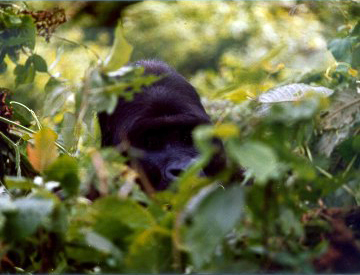

- 1=منتزه كاهوزي بييغا الوطني
- 1=منتزه كاهوزي بييغا الوطني
- 1=منتزه كاهوزي بييغا الوطني

## روابط خارجية
- موقع الحديقة الرسمي.
- تقرير اليونسكو.
- وثائقي قصير يخص الحديقة على يوتيوب.